# Newlyweds: Nick and Jessica
Newlyweds: Nick and Jessica (em português: Recém-casados: Nick e Jessica) foi um reality show produzido e exibido pela MTV. Mostrou a vida dos então recém-casados Nick Lachey e Jessica Simpson. O programa foi ao ar pela primeira vez em agosto de 2003 e teve 3 temporadas com 41 episódios no total. O último episódio foi ao ar em 30 de março de 2005.
Simpson e Lachey se casaram no dia 26 de outubro de 2002, depois de três anos e meio de casamento e três temporadas da série, Nick e Jessica seguiram caminhos separados, se divorciando no início de 2006.

## Episódios

### Temporada 1
19 de agosto de 2003 a 14 de outubro de 2003.
| - Chicken of the Sea - The Dancers - Newlyweds Go Camping - Newlyweds Go Golfing - The Platypus | - Buffalo Wings - Newlyweds Decorate - The Video Shoot - Newlyweds Birthday - Jessica Cooks Dinner |  |

### Temporada 2
21 de janeiro de 2004 a 24 de março de 2004.
| - The Anniversary - Nick's 30th B-Day - The Newlyweds Shop - The French Language - The Duet - A Newlyweds Christmas | - Jessica's 'Dessert' - Puppy Madness - The Newlyweds Vacation - Valentine's Day |  |

### Temporada 2.5
16 de junho de 2004 a 11 de agosto de 2004.
| - CaCee Moves In - Mismatched Threesome - Celebrity Issues - Eye Surgery - Newlyweds Baby | - The Kentucky Derby - Nick and Joe - The Traveling Newlyweds - Nick's Lawn - The Newlyweds |

#### Especiais
- Happy Birthday Jessica, Love Nick

### Temporada 3
26 de junho de 2005 a 30 de março de 2005.
| - Newlyweds Two Year Anniversary - Jess Gets a Root Canal - Training Daisy - The Dukes of Hazzard - New Year's Eve | - The Orange Bowl - Boys Weekend in Cabo - Newlyweds Together Again - The Valentine's Day Budget - Newlyweds Series Finale |  |